# Melaloncha
Melaloncha är ett släkte av tvåvingar som ingår i familjen puckelflugor.

## Bildgalleri

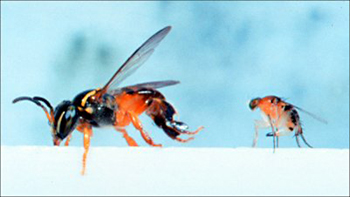

## Arter
- Melaloncha acicula
- Melaloncha acoma
- Melaloncha adusta
- Melaloncha altobenia
- Melaloncha anaticula
- Melaloncha ancistra
- Melaloncha angustifrons
- Melaloncha annicae
- Melaloncha apicula
- Melaloncha aprica
- Melaloncha atlantica
- Melaloncha atribiseta
- Melaloncha atrilingula
- Melaloncha basella
- Melaloncha berezovskiyi
- Melaloncha biseta
- Melaloncha borgmeieri
- Melaloncha brevicarina
- Melaloncha browni
- Melaloncha calatha
- Melaloncha calceola
- Melaloncha caligula
- Melaloncha candida
- Melaloncha carinata
- Melaloncha castanea
- Melaloncha catervula
- Melaloncha chamaea
- Melaloncha ciliata
- Melaloncha cingulata
- Melaloncha clandestina
- Melaloncha clavata
- Melaloncha claviapex
- Melaloncha compressicauda
- Melaloncha concavella
- Melaloncha cordyla
- Melaloncha corniculata
- Melaloncha costaricana
- Melaloncha crassa
- Melaloncha crinita
- Melaloncha cristula
- Melaloncha cucharella
- Melaloncha culmena
- Melaloncha curtibrachia
- Melaloncha curvata
- Melaloncha cuspidata
- Melaloncha dactyla
- Melaloncha debilis
- Melaloncha declivata
- Melaloncha deinocerca
- Melaloncha diastata
- Melaloncha dibitattii
- Melaloncha diffidentia
- Melaloncha digitalis
- Melaloncha elongata
- Melaloncha elviae
- Melaloncha erinacea
- Melaloncha exigua
- Melaloncha falcata
- Melaloncha feleoae
- Melaloncha flava
- Melaloncha flavilata
- Melaloncha flavilineata
- Melaloncha forficata
- Melaloncha furcata
- Melaloncha fuscipalpis
- Melaloncha genitalis
- Melaloncha gibberosa
- Melaloncha glabrifrons
- Melaloncha gomezi
- Melaloncha gongyla
- Melaloncha gonzalezae
- Melaloncha gradata
- Melaloncha hamata
- Melaloncha hansoni
- Melaloncha hirsuta
- Melaloncha hirticauda
- Melaloncha hirticula
- Melaloncha hirtipecta
- Melaloncha horologia
- Melaloncha hyalinipennis
- Melaloncha immaculata
- Melaloncha individa
- Melaloncha inicua
- Melaloncha inversa
- Melaloncha juxta
- Melaloncha kittsonae
- Melaloncha kungae
- Melaloncha lacerna
- Melaloncha lamellata
- Melaloncha laselvae
- Melaloncha laticlava
- Melaloncha licina
- Melaloncha lingula
- Melaloncha lobata
- Melaloncha luteipleura
- Melaloncha maculata
- Melaloncha maculifrons
- Melaloncha mapiriensis
- Melaloncha mexicana
- Melaloncha muricata
- Melaloncha nannocauda
- Melaloncha nigricorpus
- Melaloncha nigrifrons
- Melaloncha nigrita
- Melaloncha nudibasalis
- Melaloncha obscurella
- Melaloncha oligoseta
- Melaloncha ovata
- Melaloncha palpalis
- Melaloncha parkeri
- Melaloncha paxilla
- Melaloncha pegmata
- Melaloncha pertica
- Melaloncha piliapex
- Melaloncha pilidorsata
- Melaloncha pilula
- Melaloncha platypoda
- Melaloncha plaumanni
- Melaloncha premordica
- Melaloncha prosopica
- Melaloncha prostata
- Melaloncha pulchella
- Melaloncha punctifrons
- Melaloncha rasmusseni
- Melaloncha rhampha
- Melaloncha rhypopoda
- Melaloncha rodeoensis
- Melaloncha ronnai
- Melaloncha rostrata
- Melaloncha rubricornis
- Melaloncha ruinensis
- Melaloncha sarmientoi
- Melaloncha schiaffinoae
- Melaloncha setitibialis
- Melaloncha simoni
- Melaloncha simotris
- Melaloncha sinistra
- Melaloncha sinuosa
- Melaloncha spatula
- Melaloncha spicula
- Melaloncha spina
- Melaloncha stenotes
- Melaloncha striatula
- Melaloncha strigosa
- Melaloncha stylata
- Melaloncha succincta
- Melaloncha tambopatensis
- Melaloncha thompsonae
- Melaloncha torquata
- Melaloncha triangularis
- Melaloncha trichopera
- Melaloncha trita
- Melaloncha trua
- Melaloncha tuparroensis
- Melaloncha udamochiras
- Melaloncha umbra
- Melaloncha ustulata
- Melaloncha valeria
- Melaloncha vargasi
- Melaloncha variabilis
- Melaloncha varicosa
- Melaloncha villosa
- Melaloncha woodi
- Melaloncha xanthocauda
- Melaloncha zikani
- Melaloncha zurquiensis